# Estadio Renato Curi
El Estadio Renato Curi es un estadio de fútbol construido en 1975 en la ciudad de Perugia, Italia y que debe su nombre a Renato Curi, jugador de la Perugia Calcio, el equipo de en esta etapa disputa sus reuniones internas.

## Historia
El estadio fue construido por el arquitecto Luigi Corradi, inicialmente bajo el nombre de Stadio Comunale di Pian di Massiano en 1975. La estructura fue construida en poco más de cuatro meses, desde el 15 de mayo al 5 de octubre. En 1975, dada la necesidad de abandonar el estadio Santa Giuliana (ahora se utiliza para atletismo), situado en el centro de la ciudad y demasiado pequeña para las necesidades del Perugia, sólo promovido en Serie A. Más tarde, la instalación se completó con la construcción de la Curva Sur, con la misma capacidad que la Curva Norte y está diseñado para "contener" incluso la zona reservada a los aficionados del equipo visitante.
El 26 de noviembre de 1977 fue nombrado Renato Curi, centrocampista del Perugia, quien murió en el campo el 30 de octubre de 1977 de un ataque al corazón durante un partido de Liga entre el rojiblanco y la Juventus de Turín.
En 1983 se inauguró, jugando por primera vez el equipo nacional italiano.
Con motivo de las reparaciones del Estadio Artemio Franchi en Florencia con vistas a la Copa del Mundo en Italia '90, Fiorentina luchó con las razas Renato Curi diferentes de la temporada 1989-90 y cinco partidos de la Copa UEFA (incluyendo la semifinal contra los alemanes Werder Bremen).
En la temporada 1994-1995 el estadio fue originalmente designada como la sede del Derby della Lanterna programado 30 de abril de 1995, debido a la descalificación del campo de los ejércitos Génova [1], pero la CAF anuló la descalificación como resultado de la utilización de Rossoblu y el reto fue jugado regularmente en el Stadio Luigi Ferraris [2].
Entre 1998 y 2006 no se han reiniciado las obras varias, en este momento también se presentó un proyecto de reestructuración completa del sistema, [3] que, sin embargo, no se tomó ninguna acción adicional. Las intervenciones se han realizado cambios se refieren principalmente a la construcción de nuevos locales se basa el West Stand, la instalación de cámaras de vigilancia, la inclusión de los torniquetes de entrada (posteriormente adaptada para el registro electrónico de entrada) y la instalación todas las áreas de los asientos del estadio en rojo. Más de blanco iban a deletrear AC Perugia descubrimiento en el foro, y Curi R en la curva norte, curiosamente, con el cambio de nombre de la asociación deportiva en 2005, la nueva compañía se quitaron los asientos que componen el "AC" en la parte superior de la Est. Tribuna
En 2003 se firmó un convenio entre el Ayuntamiento de Perusa y el club, el cual establece la propiedad en esa etapa durante 80 años, y que iba a conducir a una expansión y modernización, pero tras el fracaso de la empresa en 2005, la ciudad ha vuelto a ser el único propietario.

## Partidos de la selección italiana
Hasta ahora, el equipo nacional de Italia de fútbol ha jugado un total de 4 partidos en el Curi Renato:
- 1983: Italia - Chipre 3-1 (Fase de la Eurocopa 1984)
- 1988: Italia - Escocia 2-0 (Amistoso)
- 1996: Italia - Georgia 1-0 (Clasificación para el Mundial de fútbol de 1998)
- 2001: Italia - Sudáfrica 1-0 (Amistoso)